# Американська хокейна ліга
Американська хокейна ліга (АХЛ) (англ. American Hockey League (AHL)) — друга за силою професійна хокейна ліга в Північній Америці після Національної хокейної ліги. Всі 32 команди ліги є фарм-клубами команд НХЛ, але всі вони, в свою чергу, так само мають фарм-клуби в нижчих лігах (ECHL, CHL).

## Історія
Ліга засновано в 1936 році через злиття Канадськ-Американської (заснована в 1926 році) та Інтернацільної хокеїної ліги (заснована в 1929 році). Після вибуття з ліги канадських команд у 1941 році, змінює назву на сучасну, попри повернення канадців до ліги.
У 2001 році ліги розширилась за рахунок шести нових команд.
Доволі часто відбувається перебазування команд.

## Структура
З сезону 2010—2011 років в лізі налічується 30 команд (в три попередні сезони виступали лише 29 колективів), 26 з яких базуються в США та 4 — в Канаді. Команди порівну поділені на дві конференції: східну та західну. Обидві конференції мають по два дивізіони по 7 та 8 команд.
За сезон команди проводять 80 зустрічей кожна, за підсумками яких визначаються 16 клубів (по 8 на «заході» та «сході»), котрі продовжують змагання в плей-оф. В матчах на вильот між собою грають команди з однієї конференції. І лише в фіналі переможці своїх конференцій у вирішальній серії поєдинків визначають володаря кубка Колдера. Кожна серія триває до чотирьох перемог однієї з команд.

### Склад учасників
| Американська хокейна ліга |                                             |                                 |                      |                        |
| Східна конференція        |                                             |                                 |                      |                        |
| Дивізіон                  | Команда                                     | Місто                           | Фарм-клуб команди    | Арена                  |
| Атлантичний               | Бриджпорт Саунд Тайгерс                     | Бриджпорт, Коннектикут, США     | Нью-Йорк Айлендерс   |                        |
| Атлантичний               | Вустер Шаркс                                | Вустер, Массачусетс, США        | Сан-Хосе Шаркс       |                        |
| Атлантичний               | Гартфорд Вулф Пек                           | Гартфорд, Коннектикут, США      | Нью-Йорк Рейнджерс   |                        |
| Атлантичний               | Манчестер Монархс                           | Манчестер, Нью-Гемпшир, США     | Лос-Анджелес Кінгс   | Verizon Wireless Arena |
| Атлантичний               | Портленд Пайретс → «Спрингфілд Тандербердс» | Потрленд, Мен, США              | Баффало Сейбрс       |                        |
| Атлантичний               | Провіденс Брюїнс                            | Провіденс, Род-Айленд, США      | Бостон Брюїнс        |                        |
| Атлантичний               | Спрингфілд Фалконс → «Тусон Роадраннерс»    | Спрингфілд, Массачусетс, США    | Колумбус Блю-Джекетс |                        |
| Східний                   | Адірондак Фантомс                           | Гленс Фоллс, США                | Філадельфія Флайєрс  |                        |
| Східний                   | Бінгхемптон Сенаторс                        | Бінгхемптон, Нью-Йорк, США      | Оттава Сенаторс      |                        |
| Східний                   | Віклс-Беррі/Скрентон Пінгвінс               | Віклс-Беррі, Нью-Йорк, США      | Піттсбург Пінгвінс   |                        |
| Східний                   | Норфолк Едміралс                            | Норфолк, Вірджинія, США         | Тампа-Бей Лайтнінг   |                        |
| Східний                   | Олбані Девілс                               | Олбані, Нью-Йорк, США           | Нью-Джерсі Девілс    |                        |
| Східний                   | Сірак'юс Кранч                              | Сірак'юс, Нью-Йорк, США         | Анагайм Дакс         |                        |
| Східний                   | Герші Берс                                  | Герші, Пенсільванія, США        | Вашингтон Кепіталс   |                        |
| Східний                   | Шарлотт Чекерс                              | Шарлотт, Північна Кароліна, США | Кароліна Гаррікейнс  |                        |
| Західна конференція       |                                             |                                 |                      |                        |
| Дивізіон                  | Команда                                     | Місто                           | Фарм-клуб команди    | Арена                  |
| Північний                 | Гранд Репідс Гріффінс                       | Гранд Репідс, Мічиган, США      | Детройт Ред-Вінгс    |                        |
| Північний                 | Гамільтон Булдогс                           | Гамільтон, Онтаріо, Канада      | Монреаль Канадієнс   |                        |
| Північний                 | Абботсфорд Гіт                              | Абботсфорд, Б. Колумбія, Канада | Калгарі Флеймс       |                        |
| Північний                 | Клівленд Монстерс                           | Клівленд, Огайо, США            | Колорадо Аваланч     |                        |
| Північний                 | Манітоба Мус                                | Вінніпег, Манітоба, Канада      | Ванкувер Канакс      |                        |
| Північний                 | Рочестер Американс                          | Рочестер, Нью-Йорк, США         | Флорида Пантерс      |                        |
| Північний                 | Торонто Марліс                              | Торонто, Онтаріо, Канада        | Торонто Мейпл Ліфс   |                        |
| Західний                  | Х'юстон Аерос → Айова Вайлд                 | Де-Мойн, Айова, США             | Міннесота Вайлд      |                        |
| Західний                  | Мілвокі Едміралс                            | Мілвокі, Вісконсин, США         | Нашвілл Предаторс    |                        |
| Західний                  | Оклахома Сіті Беронс                        | Оклахома-Сіті, Оклахома, США    | Едмонтон Ойлерс      |                        |
| Західний                  | Пеорія Райвермен → «Ютіка Кометс»           | Пеорія, Іллінойс, США           | Сент-Луїс Блюз       |                        |
| Західний                  | Рокфорд АйсГогс                             | Рокфорд, Іллінойс, США          | Чикаго Блекгокс      |                        |
| Західний                  | Сан-Антоніо Ремпедж                         | Сан-Антоніо, Техас, США         | Фінікс Койотс        |                        |
| Західний                  | Техас Старс                                 | Кедар Парк, Техас, США          | Даллас Старс         |                        |
| Західний                  | Чикаго Вулвс                                | Роузмонт, Іллінойс, США         | Вегас Голден Найтс   |                        |

## Рекорди АХЛ
Командні рекорди
- Найбільша кількість перемог в сезоні — 60, Герші Берс (2009—2010)
- Найбільша кількість очок в сезоні — 124, Бінгхемптон Рейнджерс (1992—1993)
- Найбільша кількість забитих голів в сезоні — 392, Бінгхемптон Рейнджерс (1992—1993)
- Найменша кількість пропущених голів в сезоні — 140, Бріджпорт Саунд Тайгерс (2003—2004)

Індивідуальні рекорди
- Найбільша кількість закинутих шайб в сезоні — 70, Стефан Лебо (1988—1989)
- Найбільша кількість результативних пасів в сезоні — 89, Джордж Салліван (1953—1954)
- Найбільша кількість набраних очок в сезоні — 138, Дон Бігс (1992—1993)
- Найбільша кількість перемог в сезоні (для голкіперів) — 48, Джеррі Чіверс (1964—1965)
- Найбільша кількість матчів без пропущених шайб (для голкіперів) — 13, Джейсон ЛаБарбера (2003—2004)

## Трофеї ліги
Командні нагороди
- Кубок Колдера — переможець плей-оф АХЛ
- Річард Ф. Каннінг Трофі — переможець плей-оф східної конференції
- Роберт В. Кларк Трофі — переможець плей-оф західної конференції
- Макгрегор Кілпатрік Трофі — переможець регулярного сезону АХЛ

Індивідуальні нагороди
- Лес Канінгем Авард — MVP сезону
- Джон Бі. Соленбергер Трофі — найкращий бомбардир сезону
- Віллі Маршал Авард — найкращий снайпер сезону
- Едді Шор Авард — захисник року
- Елдідж Бастіен Меморіал Авард — найкращий голкіпер
- Гаррі Холмс Меморіал Авард — голкіпер з найнижчим показником пропущених шайб в середньому за гру
- Дадлі Гарретт Меморіал Авард — новачок року
- Джек Ей. Баттерфілд Трофі — MVP плей-оф